# Тайна служба
Тайна служба или тайни служби обикновено са държавни органи и структури, чието съществуване е видно, но начините, методите и способите на работа остават скрити от обществото предвид целите, които преследват. В повечето от случаите са информационно-аналитични служби, но може да осъществяват определени полицейски правомощия. Дейността им обичайно не се ограничава само в страната.